# ماساو إيتو
ماساو إيتو (باليابانية: 伊藤正男؛ بالكانا: いとう まさお) هو طبيب وأستاذ جامعي وعالم أعصاب ياباني، ولد في 4 ديسمبر 1928 في ناغويا في اليابان، وتوفي في 18 ديسمبر 2018.